# Universidad de Alabama
La Universidad de Alabama (University of Alabama en inglés), también conocida como Alabama, UA, o Bama, es una universidad pública coeducacional  localizada en Tuscaloosa, Alabama, EE. UU. Fundada en 1831, UA es la institución puntera del Sistema de la Universidad de Alabama, que también incluye a la Universidad de Alabama en Huntsville (UAH) y a la Universidad de Alabama en Birmingham (UAB). 
UA es la más antigua y la más grande, en número de alumnos matriculados, de las universidades del estado.
La UA ofrece programas de estudio en 13 divisiones académicas que imparten titulaciones de grado, máster, doctorado y Education Specialist. La única Escuela de Derecho pública en Alabama está en la UA. Otros programas académicos inasequibles en otras partes en Alabama incluyen programas doctorales en antropología, los estudios de la biblioteca y de la información, metalúrgicos e  ingeniería de los materiales, música, idiomas romance, y trabajo social.  
En el otoño del 2023, Alabama tenía 39.623 estudiantes matriculados. Su presidente es el Stuart R. Bell. 
Desde 2000, la universidad ha experimentado un crecimiento significativo, a pesar de ratios de admisión más bajos, y estándares académicos más altos. El programa de honores de UA ha crecido rápidamente también, con uno de cada cuatro estudiantes de primer año ahora en la lista de honores de UA. En el otoño de 2007, estos 1.066 se encontraban en el 2 por ciento más alto, a nivel nacional, del ACT.